# Hatvanská kultura

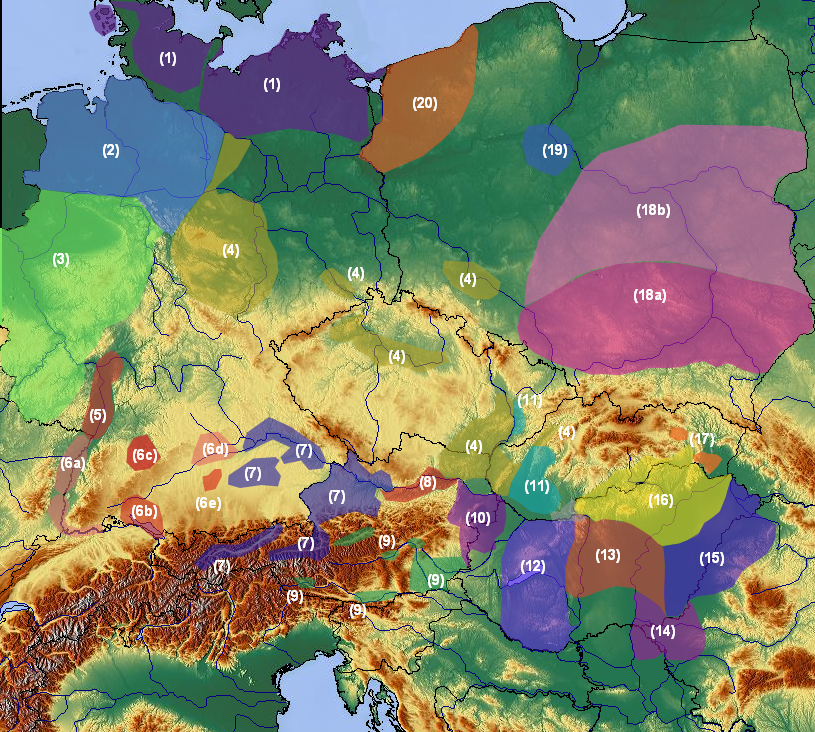
Kultury počátku doby bronzové ve střední Evropě. Hatvanská kultura označena číslem (16).

Hatvanská kultura je archeologická kultura spadající na konec starší doby bronzové, podle Reineckeho do BA3. Jméno získala podle tellového sídliště Hatvan nedaleko Budapešti, kde byl ve 30. letech 20. století prováděn výzkum.
Vznik kultury není doposud zcela jasný. Jisté jsou pouze velmi intenzivní vlivy z oblasti jižního Ruska (kultura okrových hrobů) a dalšími vlivy balkánských raně bronzových kultur. Rozšířena byla na jižním Slovensku a zasahovala dále na jih až do Maďarska. V rámci kultury se vyčlenila řada skupin - skupina z jižního Slovenska je označovaná jako skupina Tokod.
Konec hatvanské kultury mohl souviset s expanzí lidu otomanské kultury.

## Pohřebiště
U hatvanské kultury převažovalo žárové pohřbívání s velmi dokonalou kremací. Hatvanská kultura jako první uplatňovala ve starší době bronzové důsledný žárový pohřební ritus. Pozůstatky byly ukládány do urny (popelnice), do které byly vloženy ještě 3-4 menší nádobky. Kromě pohřebišť známe i sídliště, která byla jak výšinná (tellová) tak prostá otevřená s nadzemními domy poměrně velkých rozměrů (až 200 m2).

## Keramika
Keramika byla velmi pestrá - džbánky typu Tokod, velké popelnice, závěsné nádoby, amfory, hrnce a hrnky, šálky, mísy ve tvaru švédské helmy, cedníky a další. Vespod byla keramika zdobená otisky textilií, slámováním, hřebenováním a řadou jiných způsobů umělého zdrsnění povrchu.